# 荃灣西站公共運輸交匯處

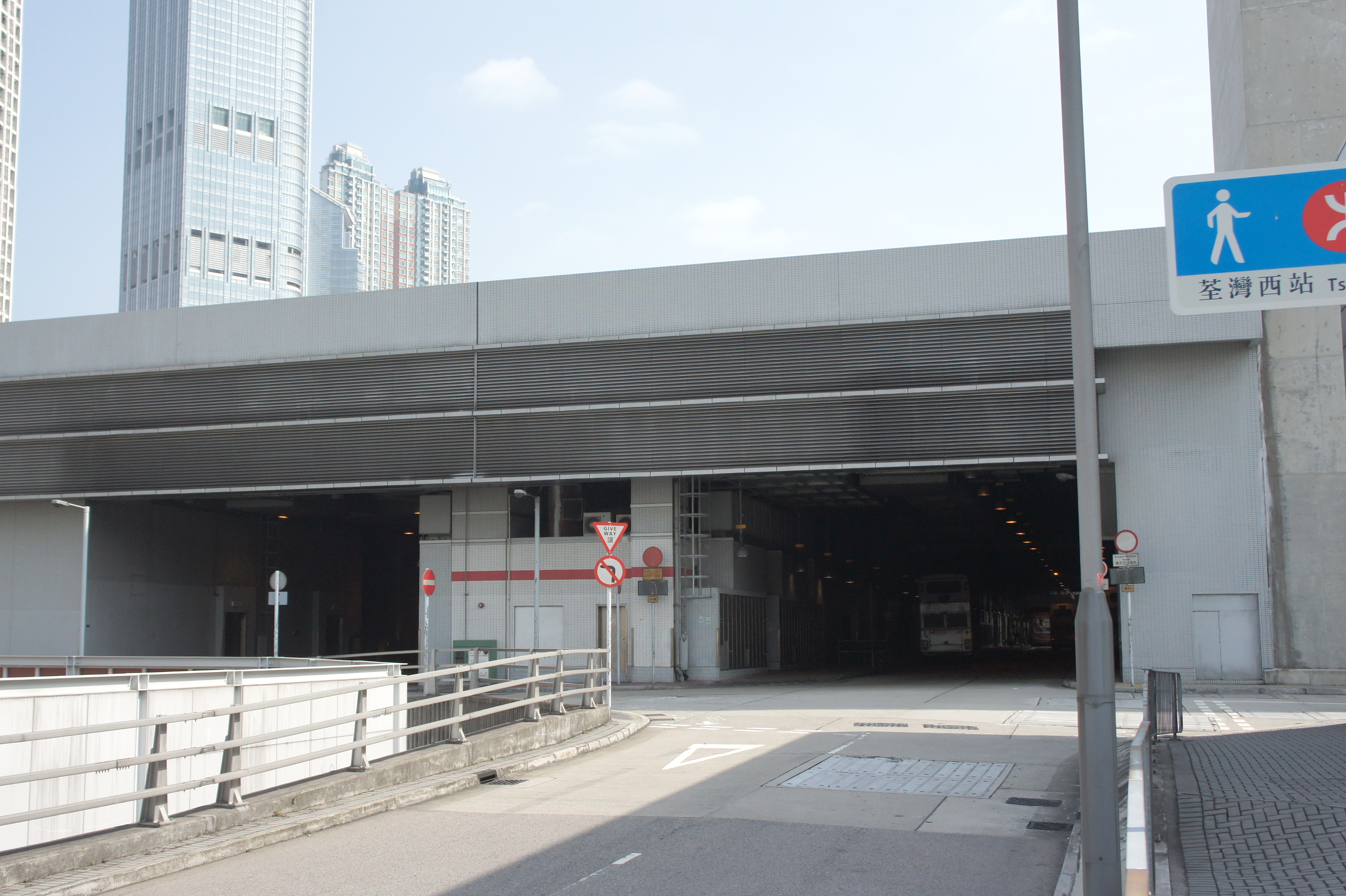
荃灣西站公共運輸交匯處的北面入口

荃灣西站公共運輸交匯處是香港一個位於港鐵荃灣西站地面的公共運輸交匯處，現時有21條巴士路線及2條小巴路線以此作為總站（絕大部分都是由荃灣碼頭總站遷至），另有3條巴士路線途經此站。

## 歷史
荃灣西站公共運輸交匯處於2003年10月26日啟用，原以荃灣碼頭為總站或途經的11條九巴路線及1條城巴過海隧道路線，遷往該交匯處設站。
相比起原有位於運輸大楼的總站，此交滙處的設計相對簡單，並非傳統「車坑」型總站，而是不同路線「共用」一個「島式月台」。月台處於交滙處中間四周被車道包圍。不同路線巴士進入此交滙處後，會在同一個落客點清客，然後依單一方向行駛，並按照不同路線停靠在月台島上不同位置（即各路線的總站）。由於是總站關係，車長會稍作休息然後按照時段和班次重新載客。
相對其他典型公共交通交滙處，本站通風不佳，夏天更會讓候車乘客汗流浹背。由於車站屬島式設計，巴士進出交滙處、清客和上客剛好環迴行車一圈，而月台島兩邊則各有一個連接荃灣西站的出入口。
在荃灣碼頭交通大楼尚未清拆時，月台島上更設有扶手電梯連接閣楼和行人天橋，可取道天橋經交通大楼前往荃灣廣場以至荃灣市中心一带，此行人通道曾隨交通大楼清拆而封閉，直至2019年7月，附近一带商住區陸續入伙，海之戀商場和如心廣場二期的行人通道也開放予公眾使用，市民可以取道荃灣行人天橋系統徒步來往荃灣各區。
- 2011年7月16日：龍運巴士A31線由荃灣（愉景新城）延長至此[2]。
- 2012年7月29日：過海隧道巴士930線改為來往荃灣（愉景新城）及灣仔碼頭，不再途經此站；過海隧道巴士930A線的下午班次由此延長至以荃灣（愉景新城）為總站，不再途經此站，上午班次則維持由此站開出[3]。
- 2013年1月27日：配合荃灣西站五區上蓋物業發展，九龍巴士51線及53線總站由荃灣（如心廣場）遷至此站[4][5]。
- 2013年8月24日：九龍巴士248P線停止服務[6]。
- 2013年11月30日：九龍巴士32B線停止服務，與九龍巴士36線合併，36線由同日起改為循環來往此總站及梨木樹的循環線以取代32B線的服務。
- 2014年10月4日：九龍巴士51線縮短路線，改為循環來往此站至上村，不再服務錦上路站至上村一段錦田公路／錦上路，以集中服務荃灣往來荃錦公路一帶及大帽山郊野公園的乘客。
- 2015年3月28日：九龍巴士290、290A線投入服務並以此站為總站，同日起龍運巴士A31線遷出此總站，改以荃灣（如心廣場）為總站。
- 2019年4月8日：九龍巴士51線及九龍巴士53線回歸荃灣（如心廣場）巴士總站。
- 2019年4月29日：九龍巴士268M線投入服務並以此站為總站。
- 2019年7月22日：九龍巴士33線投入服務並以此站為總站。
- 2021年10月16日：九龍巴士33B線投入服務並以此站為總站。
- 2024年11月18日：九龍巴士49A線投入服務並以此站為總站。

## 總站路線資料（巴士）

### 九龍巴士31線
- 荃灣西站 ↺ 石籬

提供荃灣市中心往來石籬邨的巴士服務，於1967年11月18日起投入服務。

### 九龍巴士33、33B線
33
- 荃灣西站 ↔ 油塘

提供荃灣市中心往來油塘的巴士服務，途經環宇海灣、黃大仙及觀塘商貿區，於2019年7月22日起投入服務 ，只在星期一至五提供服務。
33B
- 荃灣西站 ↔ 油塘

提供荃灣市中心往來油塘的巴士服務，途經環宇海灣、黃大仙及觀塘道，於2021年10月16日起投入服務 ，只在星期六、日及公眾假期提供服務。

### 九龍巴士36線
- 荃灣西站 ↺ 梨木樹
- 梨木樹 → 荃灣西站（特別班次）

提供梨木樹邨及昌榮路工業區往來荃灣市中心的巴士服務，於1971年1月15日起配合梨木樹地區發展而投入服務。

### 九龍巴士39A線
- 荃灣西站 ↺ 荃威花園

提供荃景圍往來港鐵荃灣站、悅來酒店、荃灣市中心及港鐵荃灣西站的巴士服務，於1984年2月6日起配合39M分拆而投入服務。

### 九龍巴士43線
- 青衣（長康邨） ↔ 荃灣西站（經青衣南橋）

提供青衣長康邨及長青邨往來葵涌、大窩口及荃灣的巴士服務，於1977年9月1日配合長青邨落成而開辦。

### 九龍巴士43B線
- 青衣（長青邨） ↔ 荃灣西站（經青衣北橋）

提供青衣長青邨、長康邨、青衣邨、長安邨往來荃灣市中心的巴士服務，於1988年2月15日起配合青荃橋通車而投入服務。

### 九龍巴士43P線
- 荃灣西站 ↔ 香港科學園

為43X的輔助線，提供荃灣市中心、石圍角邨經城門隧道往返馬料水及香港科學園的巴士服務，於2006年6月16日起投入服務，袛於平日繁忙時間提供服務。

### 九龍巴士43X線
- 馬鞍山（耀安） ↔ 荃灣西站

提供馬鞍山耀安邨/恆安邨、頌安邨、欣安邨、錦泰苑、富安花園、石門工業區及沙田第一城經城門隧道往返石圍角邨及荃灣市中心的巴士服務，於1990年5月1日起投入服務。

### 九龍巴士49A線
- 青衣（青富苑） ↔ 荃灣西站

提供青衣長青邨、長康邨往來荃灣市中心的巴士服務，於2024年11月18日投入服務，袛於平日繁忙時間提供服務。

### 九龍巴士234A、234B線
234A
- 荃灣西站 ↔ 浪翠園（經屯門公路）

提供荃灣區浪翠園及深井往來港鐵荃灣站及荃灣市中心的巴士服務，於1993年1月3日配合深井區發展而投入服務。
234B
- 荃灣西站 ↔ 浪翠園（經青山公路）

提供荃灣區浪翠園、深井、汀九及麗城花園往來港鐵荃灣站及荃灣市中心的巴士服務，前身為34B，於1984年9月23日起配合新界西部部份路線重組而投入服務。1996年1月6日改為全空調服務，並改稱234B。

### 九龍巴士268M線
- 峻巒 ↔ 荃灣西站

來往錦田（峻巒），經大欖隧道和高埔村，於2019年4月27日投入服務。

### 九龍巴士273C線
- 九龍坑 → 荃灣西站

提供大埔九龍坑、南華甫、泰亨、圍頭村、太和、大埔中心、大埔墟、運頭塘邨經吐露港公路、大埔公路－沙田段及城門隧道單向前往梨木樹、葵涌及荃灣的晨早巴士服務，於2007年3月17日起投入服務，只限於平日早上開出06:55一班。

### 九龍巴士273P線
- 大埔（太和） → 荃灣西站

提供由大埔太和、大埔中心、大埔墟、運頭塘邨經吐露港公路、大埔公路－沙田段及城門隧道單向前往梨木樹、葵涌及荃灣的晨早巴士服務，於1996年4月30日起投入服務，只在星期一至六上午繁忙時間由太和開出四班。

### 九龍巴士290線
- 坑口（北） ↔ 荃灣西站

提供坑口、寶林、翠林邨、康盛花園、寶達邨、彩雲邨、彩虹邨及黃大仙中心經龍翔道及呈祥道往返葵芳、葵興、大窩口及荃灣市中心的直接服務，於2015年3月28日起投入服務。

### 九龍巴士290A線
- 將軍澳（彩明） ↔ 荃灣西站
- 上秀茂坪 → 荃灣西站

提供調景嶺、尚德邨、將軍澳市中心、坑口、寶林、翠林邨、康盛花園、寶達邨、秀茂坪、四順、彩雲邨、彩虹邨及黃大仙中心經龍翔道及呈祥道往返葵芳、葵興、大窩口及荃灣市中心的直接服務，於2015年3月28日起投入服務。

### 九龍巴士290E線
- 將軍澳工業邨 ↔ 荃灣西站

2022年12月12日開辦，途經日出康城、將藍公路、黃大仙、葵芳及荃灣，只於平日繁忙時間服務。

### 九龍巴士290X、N290線
290X
- 日出康城 ↔ 荃灣西站

提供由日出康城、清水灣半島、將軍澳市中心、調景嶺、尚德邨、翠林邨、康盛花園、安達臣道發展區、彩雲邨、彩虹邨及黃大仙中心經龍翔道及呈祥道往返葵芳、葵興、大窩口及荃灣市中心的直接服務，於2017年2月27日起投入服務；早上繁忙時間往康城站班次繞經消防及救護學院。
N290
- 荃灣西站 ↔ 日出康城

提供由荃灣市中心、大窩口、葵興及葵芳經呈祥道及龍翔道往返黃大仙中心、彩虹邨、彩雲邨、四順、秀茂坪、寶達邨、康盛花園、翠林邨、寶林、坑口、尚德邨、調景嶺、將軍澳市中心、清水灣半島及日出康城的深宵服務，於2018年7月17日起投入服務。

### 過海隧道巴士930、930A線
930
- 荃灣西站 ↔ 會展站

於1997年5月1日投入服務，由城巴營運，途經荃灣市中心、大窩口、葵涌邨、葵興、葵芳、西九龍公路、西區海底隧道、西營盤、上環、中環及金鐘，除每天上午往荃灣班次以愉景新城作總站外，其餘班次皆以此為總站。
930A（上午班次)
- 荃灣西站 → 會展站

於2009年1月5日投入服務，由城巴營運，途經楊屋道、荃灣路、西九龍公路、西區海底隧道、西營盤、上環、中環及金鐘，只於平日上午繁忙時間提供服務，為過海隧道巴士930線的特快班次。

### 過海隧道巴士933線
- 荃灣西站 ↔ 西灣河

於2021年4月26日投入服務，由城巴營運，途經荃灣市中心、荃灣路、西九龍公路、西區海底隧道、中環灣仔繞道、北角、鰂魚涌及太古城，只於平日繁忙時間提供服務。

## 總站路線資料（專線小巴）

### 新界區專線小巴96P線
- 荃灣西站 ↺ 灣景花園

於2003年12月20日投入服務，途經麗城花園及灣景花園，只於每日上午繁忙時間提供服務。

### 新界區專線小巴301M線
- 荃灣西站 ↺ 荃灣站

於1992年5月投入服務，2003年12月20日延長至荃灣廣場小巴總站
（祈德尊新邨），途經柴灣角、福來邨、愉景新城及荃灣站，只於每日繁忙時間提供服務。

## 途經路線資料（巴士）

### 九龍巴士34線
- 葵盛（中） ↔ 灣景花園

提供葵盛邨、高盛臺、葵涌邨及大窩口往來荃灣市中心、麗城花園及灣景花園的巴士服務。於1964年4月1日起投入服務，當時起訖點為荃灣曹公街和葵涌新區第四十座，1972年配合葵盛廉租屋入伙延長服務。其後於1977年1月30日起遷往葵盛（中）。現時來回程均途經此站。

### 過海隧道巴士930A、N930、R930線
930A（下午班次）
- 灣仔（菲林明道） → 荃灣（愉景新城）

於2009年1月5日投入服務，由城巴獨自經營，並2011年8月15日增設兩班回程班次，途經林士街天橋及石塘咀後直往楊屋道及荃灣西站，並延長至愉景新城作終站。
N930
- 荃灣（愉景新城） ↔ 銅鑼灣（摩頓台）

於2019年9月22日投入服務，由城巴獨自經營，提供荃灣市中心、大窩口、葵涌邨、葵興及葵芳往來中區、金鐘及灣仔的通宵巴士服務。
R930
- 荃灣（愉景新城） → 銅鑼灣（摩頓台）

## 過往總站路線資料（巴士）
- 九龍巴士32B線（已取消）
- 九龍巴士248P線（已取消）
- 九龍巴士290B線（已取消）
- 龍運巴士A31線（總站已遷至荃灣（如心廣場））
- 九龍巴士51線（總站已遷至荃灣（如心廣場））
- 九龍巴士53線（總站已遷至荃灣（如心廣場））

## 車坑分佈
| 圍邊鋸齒形巴士總站月台分佈（由前至後） | 圍邊鋸齒形巴士總站月台分佈（由前至後） | 圍邊鋸齒形巴士總站月台分佈（由前至後）       | 圍邊鋸齒形巴士總站月台分佈（由前至後） |
| 編號                                   | 座向                                   | 巴士路線                                     |                                        |
| -------------------------------------- | -------------------------------------- | -------------------------------------------- | -------------------------------------- |
| 1                                      | 東行                                   | 過海隧道巴士930、930A、N930（往港島）、933線 |                                        |
| 2                                      | 東行                                   | 九龍巴士39A線                                |                                        |
| 3                                      | 東行                                   | 九龍巴士34（往葵盛（中））線                 |                                        |
| 4                                      | 東行                                   | 九龍巴士43B線                                |                                        |
| 5                                      | 東行                                   | 九龍巴士43線                                 |                                        |
| 6                                      | 東行                                   | 九龍巴士36線                                 |                                        |
| 7                                      | 東行                                   | 九龍巴士31線                                 |                                        |
| 8                                      | 西行                                   | 專線小巴96P線                                |                                        |
| 9                                      | 西行                                   | 專線小巴301M線                               |                                        |
| 10                                     | 西行                                   | 九龍巴士234A、234B線                         |                                        |
| 11                                     | 西行                                   | 九龍巴士290、290A、N290線                    |                                        |
| 12                                     | 西行                                   | 九龍巴士290E、290X線                         |                                        |
| 13                                     | 西行                                   | 九龍巴士33、33B線                            |                                        |
| 14                                     | 西行                                   | 九龍巴士49A、268M線                          |                                        |
| 15                                     | 西行                                   | 九龍巴士43P、43X線                           |                                        |
| 16                                     | 西行                                   | 九龍巴士34（往灣景花園）線                   |                                        |
| 17                                     | 西行                                   | 過海隧道巴士930A、N930（往荃灣）線           |                                        |

## 外部連結
- 九巴 （页面存档备份，存于）
- 荃灣西站公共運輸交匯處[]，城巴／新巴
- 龍運巴士 （页面存档备份，存于）